# Gampriner Seele
Gampriner Seele – jezioro we wsi Gamprin (między kanałem Renu i Ruggeller Strasse), w Liechtensteinie o powierzchni 1,53 ha, jedyny naturalny zbiornik wodny w tym kraju. Otoczone jest przez zwartą roślinność: trzciny, krzewy i drzewa. Powstało w 1927 roku po powodzi na Renie.